# The Millennium Bell
The Millennium Bell ist ein Musikalbum des britischen Musikers Mike Oldfield von 1999, das vom Titel und vom Cover her an frühere Werke der Reihe Tubular Bells erinnert.
Im Gegensatz zu den meisten Alben von Oldfield wartet The Millennium Bell mit einem großen Orchester, dem London Handel Choir und einem Gospelchor auf. Gota Yashiki, der auch schon für Simply Red gespielt hatte, hat mehrere Gastauftritte auf dem Album. Viele Stücke sind (im Gegensatz zu den fast durchgängig instrumentalen Tubular-Bells-Alben) gesungen oder gesprochen; das Album versteht sich dabei als musikalische Reise durch die letzten zwei Jahrtausende.
Oldfield führte das Album am Silvesterabend 1999 live in Berlin an der Siegessäule auf. Neben sieben Stücken aus The Millennium Bell spielte er auch fünf ältere Stücke. Als Vocalisten wirkten unter anderem Miriam Stockley und Pepsi DeMacque mit. Aufwendig inszeniert war die Lightshow Art in Heaven mit etwa 550 Bühnenlichtern und 250 Raketen. Etwa 500.000 Menschen waren anwesend. Das Konzert ist auf DVD unter dem Titel The Art in Heaven Concert bzw. The Millennium Bell – Live in Berlin im Handel erhältlich.

## Titelliste
1. Peace on Earth – 4:10 – Modernes Weihnachtslied, das die Geburt Christi thematisiert.
2. Pacha Mama – 4:05 – Inspiriert von Oldfields Reise nach Peru, erinnert dieser Titel an die Inkas (der Titel steht für die von den Inkas verehrte Mutter Erde „Pachamama“).
3. Santa Maria – 2:44 – Musikalische Version der Entdeckung Amerikas 1492; die Santa Maria war das Schiff von Christoph Kolumbus.
4. Sunlight Shining Through Cloud – 4:33 – Darstellung des Sklavenhandels mit einer gesprochenen Version des Lieds Amazing Grace.
5. The Doge’s Palace – 3:07 – erinnert an die Zeit der Dogen in Venedig zwischen dem 7. und 18. Jahrhundert.
6. Lake Constance – 5:16 – (dt.: Bodensee) Zeit der Romantik.
7. Mastermind – 3:03 – Das bewusst an James-Bond-Melodien erinnernde Stück thematisiert die Zeit der amerikanischen Prohibition.
8. Broad Sunlit Uplands – 4:03 – Der Name entstammt einer Rede Winston Churchills; das Stück beschäftigt sich mit dem Widerstand im Zweiten Weltkrieg.
9. Liberation – 2:38 enthält Auszüge aus dem Tagebuch der Anne Frank und schlägt den Bogen zur Gegenwart.
10. Amber Light – 3:42 – verkörpert klanglich die Hoffnung auf ein gutes neues Jahrtausend.
11. The Millennium Bell – 7:37 – Amalgamation aus den vorigen Stücken und neuen Dance-Motiven.